# زوران إيفانشيتش
زوران إيفانشيتش هو لاعب كرة قدم كرواتي في مركز الدفاع، ولد في 16 سبتمبر 1975 في Sveti Đurđ ‏ في كرواتيا. لعب مع نادي رييكا ونادي فاراجدين ونادي كارنتين.